# Morawica (Powiat Kielecki)
Morawica ist eine Stadt im Powiat Kielecki der Woiwodschaft Heiligkreuz in Polen. Die Stadt mit ca. 1750 Einwohnern ist Sitz der gleichnamigen Stadt-und-Land-Gemeinde mit etwa 16.000 Einwohnern.

## Geschichte
Zum 1. Januar 2017 wurde Morawica zur Stadt erhoben.

## Gemeinde
Zur Stadt-und-Land-Gemeinde (gmina miejsko-wiejska) Morawica gehören 24 Dörfer mit Schulzenämtern. Die Fläche der Gemeinde umfasst 140,5 Quadratkilometer.